# Chrysosporium synchronum
Chrysosporium synchronum är en svampart som beskrevs av Oorschot 1980. Chrysosporium synchronum ingår i släktet Chrysosporium och familjen Onygenaceae.   Inga underarter finns listade i Catalogue of Life.